# Salvador Cañigueral Folcarà
Salvador Cañigueral Folcarà (Rabós d'Empordà, Alt Empordà, 1959) és un farmacòleg i professor universitari català.
Va rebre part de la seva formació a la Universitat de Lausana a Suïssa, i a la Universitat de Regensburg a Alemanya, i es doctorà en Farmàcia per la Universitat de Barcelona amb Premi Extraordinari el 1986. Des del 1987 exerceix com a professor titular de Farmacognòsia i Fitoteràpia a la Facultat de Farmàcia d'aquesta universitat.
Les seves línies de recerca giren al voltant de la química i activitat biològica de les plantes medicinals. Pel que fa als aspectes químics, destaquen els seus estudis sobre la composició d'olis essencials i la seva variabilitat infraespecífica, particularment en espècies de labiades i de piperàcies. També ha investigat en el camp dels flavonoides, els polisacàrids i altres grups químics. En relació amb l'activitat biològica, ha desenvolupat estudis sobre les accions antiinflamatòria, antifúngica, antioxidant i immunomoduladora de diverses espècies vegetals, sobretot de països llatinoamericans. Finalment, dedica part de la seva activitat al desenvolupament de mètodes de control de qualitat de preparats vegetals destinats a la preparació de medicaments, complements, pinsos o cosmètics. És autor de més de cent treballs d'investigació, la majoria d'ells publicats en revistes internacionals, i ha presentat més de 200 comunicacions a congressos, en la seva major part de caràcter internacional, tant en forma de conferències, com comunicacions orals i pòsters. També és autor o editor de diversos llibres sobre, Plantes medicinals, Fitoteràpia i Història de la ciència. A més, és fundador i actual editor científic de la Revista de Fitoteràpia. Juntament amb Bernat Vanaclocha ha estat editor i coordinador de Fitoterapia: vademécum de prescripción, un referent per als professionals de la salut des del 1992. I a partir del 1998 la seva difusió encara amplià la seva presència gràcies a la seva presència a Internet.
L'any 2000 fou elegit i el 2002 prengué possessió com a acadèmic corresponent de la Reial Acadèmia de Farmàcia de Catalunya, amb un discurs d'ingrès sobre La fitoteràpia: una terapèutica per al tercer mil·lenni?. Posteriorment, el 2009 es elegit i el 2013 pren possessió com a acadèmic numerari d'aquesta mateixa Acadèmia, amb un discurs sobre els Medicaments a base de plantes: el repte de la qualitat i la farmacopea com a eina per a assolir-la. Fou el fundador i president de la Societat Espanyola de Fitoteràpia (SEFIT). També ha estat membre del Consell de govern de l'ICMAP (International Council for Medicinal and Aromatic Plants), del l'European Scientific Cooperative on Phytotherapy (ESCOP), i del Consell de directors de la Society for Medicinal Plant Research (GA). Fou el president del comitè organitzador del 50th Annual Congress of the Society for Medicinal Plant Researc, celebrat a Barcelona el 2002. Ha estat president (1997-2002) del grup de Fitoteràpia del Formulari Nacional espanyol i des de 1992 forma part del panell d'experts de la Reial Farmacopea Espanyola, actuant com a president del Grup d'experts de Fitoquímica (1999-). Des de 2010, forma part de la Comissió Nacional de l'esmentada Farmacopea. Ha estat representant d'Espanya en diversos grups de Fitoquímica i d'Extractes de la Farmacopea Europea, on, des de 2011, actua com a president del grup 13A. És, a més, membre de comitè d'olis essencials de l'Associació Espanyola de Normalització i Certificació (AENOR) i del Grup d'experts externs de l'Agència Europea de Medicaments (EMA).